# Венера (космічна програма)
Венера — радянська космічна програма з доставки автоматичних міжпланетних станцій до Венери. Жорсткі умови на Венері, а також початковий брак достовірної інформації про такі параметри як температура і тиск, сильно ускладнювали процес дослідження планети. Апарати перших серій навіть мали запас плавучості. Перші польоти їх проходили невдало — це були перші в історії людства автоматичні міжпланетні перельоти.

## Хронологія запусків
- «Венера-1» — перший космічний апарат, відправлений до Венери. Запуск був проведений 12 лютого 1961; зв'язок з апаратом було втрачено, і некерована станція пройшла на відстані 100 тис. км від планети.
- «Венера-2» і «Венера-3» досягли планети в листопаді 1965. «Венера-2» у лютому 1966 пройшла на відстані 24 тис. км від планети; «Венера-3» досягла її поверхні. Дані про саму Венеру отримані не були. Під час польоту до Венери були вивчені магнітні поля, космічні промені, потоки заряджених частинок малих енергій, потоки сонячної плазми та їх енергетичні спектри, космічні радіовипромінювання і мікрометеоритами.
- «Венера-4» у жовтні 1967 доставила на Венеру сферичний спускний апарат, який протягом 94-х хвилин за допомогою парашутної системи опускався на нічній стороні планети. Була отримана інформація про те, що на висоті 25 км температура атмосфери Венери становить 271 ° C, а тиск 17-20 атмосфер. Було встановлено, що атмосфера Венери на 90% складається з вуглекислого газу . Була виявлена воднева корона Венери.
- «Венера-5» і «Венера-6» у травні 1969 увійшли в нічну атмосферу Венери і передали уточнені дані про більш глибокі шари атмосфери. Під час перельоту були отримані нові дані про структуру потоків плазми (сонячного вітру) поблизу Венери.
- «Венера-7» 15 грудня 1970 вперше досягла поверхні Венери. За отриманими даними був виявлений адіабатичний характер зміни температури, що за даними вимірювань попередніх станцій дозволило розрахувати розподіл тиску і щільності атмосфери Венери по висоті аж до поверхні: у поверхні тиск атмосфери Венери склало 90 ± 15 атмосфер, а температура — 475 ° ± 20 ° C .

Апарати приземлення станцій «Венера-9 і Венера-10» у жовтні 1975 здійснили посадку на денній стороні планети на відстані близько 2 тис. км один від одного. Самі станції продовжували політ, вийшовши на дводобові сильно витягнуті еліптичні орбіти Венери. З місця посадки апарат приземлення «Венера-9» передавав інформацію протягом 53 хвилин.
- «Венера-11» і «Венера-12» у грудні 1978 здійснили посадку на денний бік Венери. У комплексі вимірювань параметрів атмосфери планети велася реєстрація електричних розрядів .

Апарати приземлення станцій «Венера-13» і «Венера-14» у березні 1982 здійснили м'яку посадку на поверхню планети. Вперше були отримані кольорові зображення поверхні і проведений прямий аналіз ґрунту планети.
- «Венера-15» і «Венера-16», досягли планети в жовтні 1983 , протягом кількох місяців передавали на Землю радіолокаційні зображення поверхні Венери з роздільною здатністю в 1-2 км.